# Le Moniteur De La Louisiane
Le Moniteur de la Louisiane fue el primer periódico publicado en Nueva Orleans en Luisiana, EE. UU. de 1794 a 1814.  
Fundado en época de la Luisiana española, perduró a lo largo de la Luisiana francesa de inicios del siglo XIX y se cerró en época del Territorio de Luisiana de los Estados Unidos Se trata de un periódico que forma parte de la historia de la prensa española, francesa y norteamericana.

## Historia
Fue publicado en 1794 por Louis Duclot en época de gobierno español en la Luisiana. El Moniteur constaba de cuatro páginas Fue precursora de otras publicaciones posteriores en francés como L'Abeille de La Nouvelle-Orléans (1824) fundado por  François Delaup. Ésta, a su vez, fue inspirada por L'Abeille Américaine, editado en 1815 en Filadelfia por el empresario del azúcar Jean Simon Chaudron procedente de la colonia de Saint Domingue.
Se trataba de un periódico de noticias de interés local, con extractos de periódicos de La Habana o La Gaceta de Madrid sobre noticias en España, Estados Unidos, Francia o Bélgica. Además, difundía información sobre agricultura y comercio. En 1806 se podían leer en los periódicos anuncios clasificados sobre la venta de esclavos.
Su público lo constituía la comunidad de franceses que abandonaban la colonia francesa de Saint Domingue ante la inestabilidad social y económica producida por la revolución haitiana, como fue el caso de su propio fundador Louis Duclot. La conformaban empresarios y comerciantes, familias y esclavos que duplicaron la población de Nueva Orleáns y comenzaron la producción de algodón en esta región del Misisipi, convirtiéndola en una de las más ricas de su época. A partir de 1798, el periódico pasó a manos de Jean Baptiste Le Sueur Fontaine, que ya fue su redactor jefe desde 1797 hasta 1814.  